# Dilston Castle
Dilston Castle er ruinen af et beboelsestårn fra 1400-tallet, der står i Dilston, nær Corbridge, Northumberland, England. Den blev opført som et tre-etagers tårn af Sir William Claxton på samme sted som et tidligere pele tower.
Det er et Scheduled Ancient Monument og en listed building af første grad.